# 东风猛士
猛士是一款由东风汽车集团有限公司研发与生产的4×4底盘的轻型战术车辆/防地雷反伏击车车族。其中，一代猛士源于民用版悍马H1型号，二代与三代猛士均为自主设计研发。猛士的车族发展趋势基本与美国军用轻型战术车辆相同，如二代猛士（CSK-131与141）可被认为对标美军的装甲加强版悍马；而三代猛士则被认为对标美军的JLTV。
此外，东风随后成立了猛狮品牌作为一个独立品牌推出向普通民众出售。猛狮专注于新能源高性能和重型SUV，其首款产品是根据军用版猛士经过家用化改进而来的猛狮917，也被称为M-Terrain原型,。在以新猛狮品牌推出电动猛狮汽车的同时，东风继续以东风品牌名义推出搭载纯内燃机动力，也是由军用猛士改进而来的猛狮系列民用越野车，例如同期推出的MS600。

## EQ2050（猛士一代）

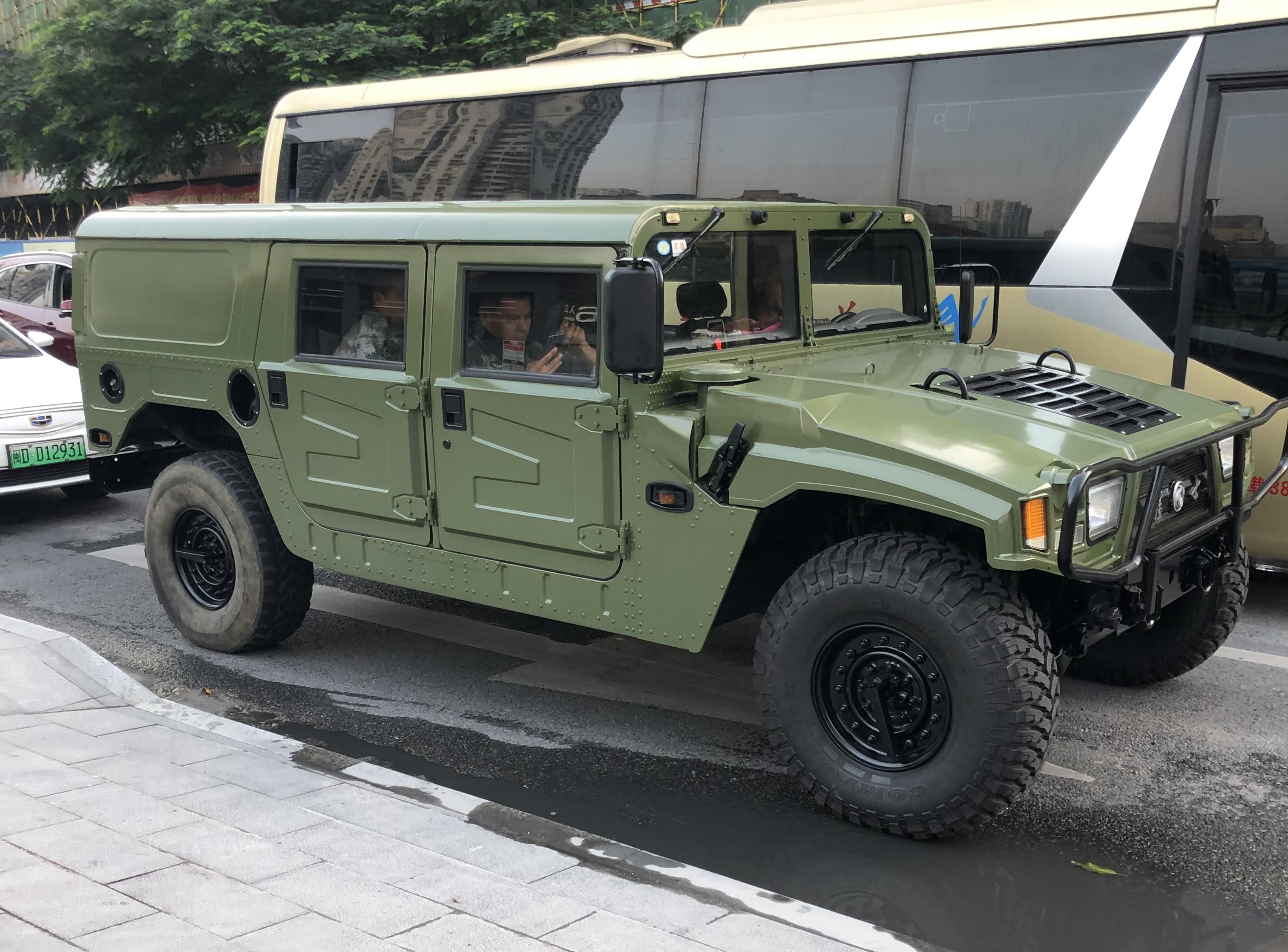
猛士一代

EQ2050为仿制加购入原版悍马H1型号的零件制造（也有一说是仿制），于21世纪初进入中国人民解放军服役至今，现军用版已停产。

### 改型
EQ2050防空导弹发射车加装搜索雷达及4枚飛弩-6便攜式防空導彈，最大射程6公里，與CSZ-181防空雷達車組成「FB-6C防空導彈武器系统」。
EQ2050防空雷達車外置大型搜索雷达，雷達車改型，與EQ2050防空导弹发射车組成「FB-6C防空導彈武器系统」。

## CSK-131（猛士二代）

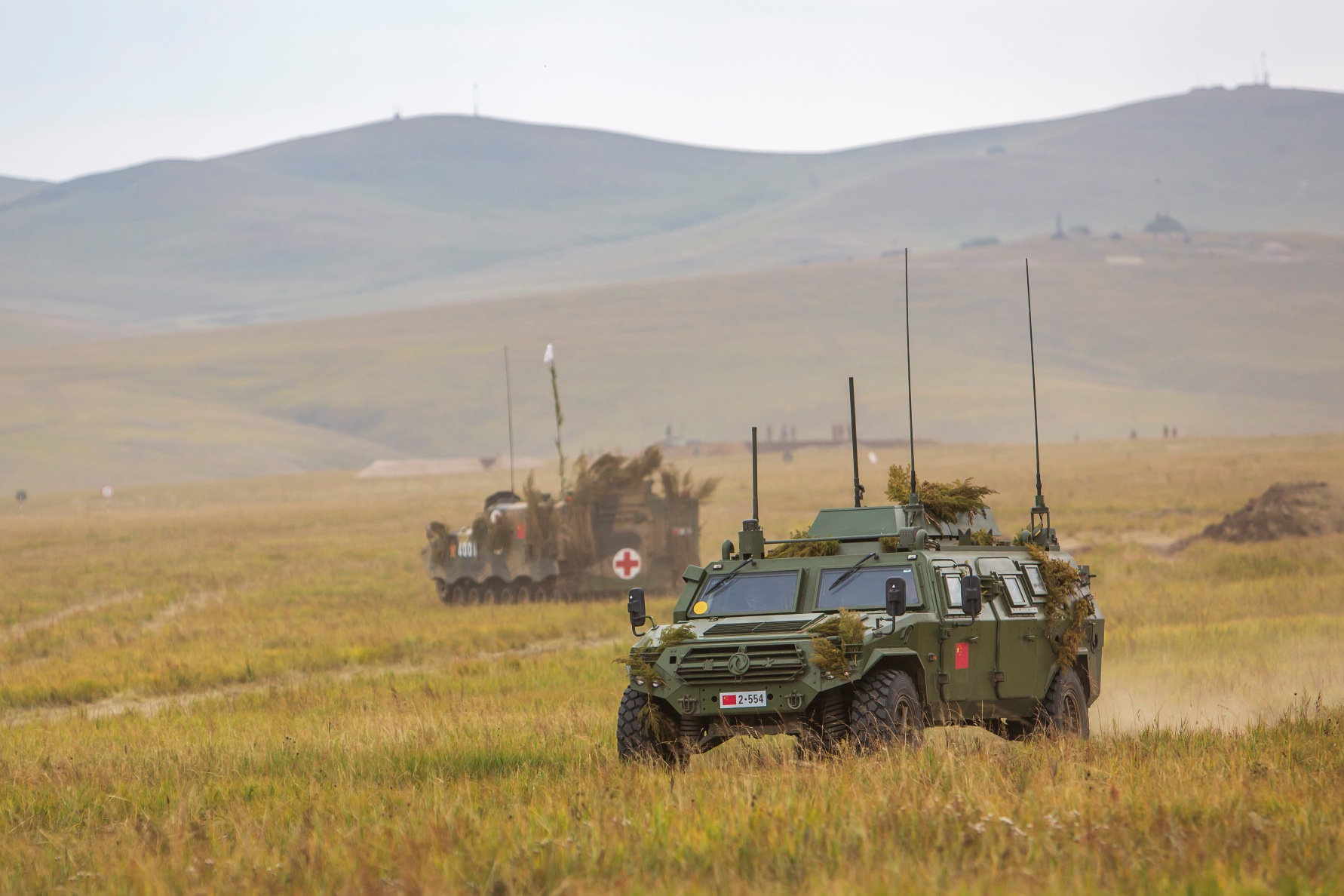
CSK-131于“东方-2018”军演

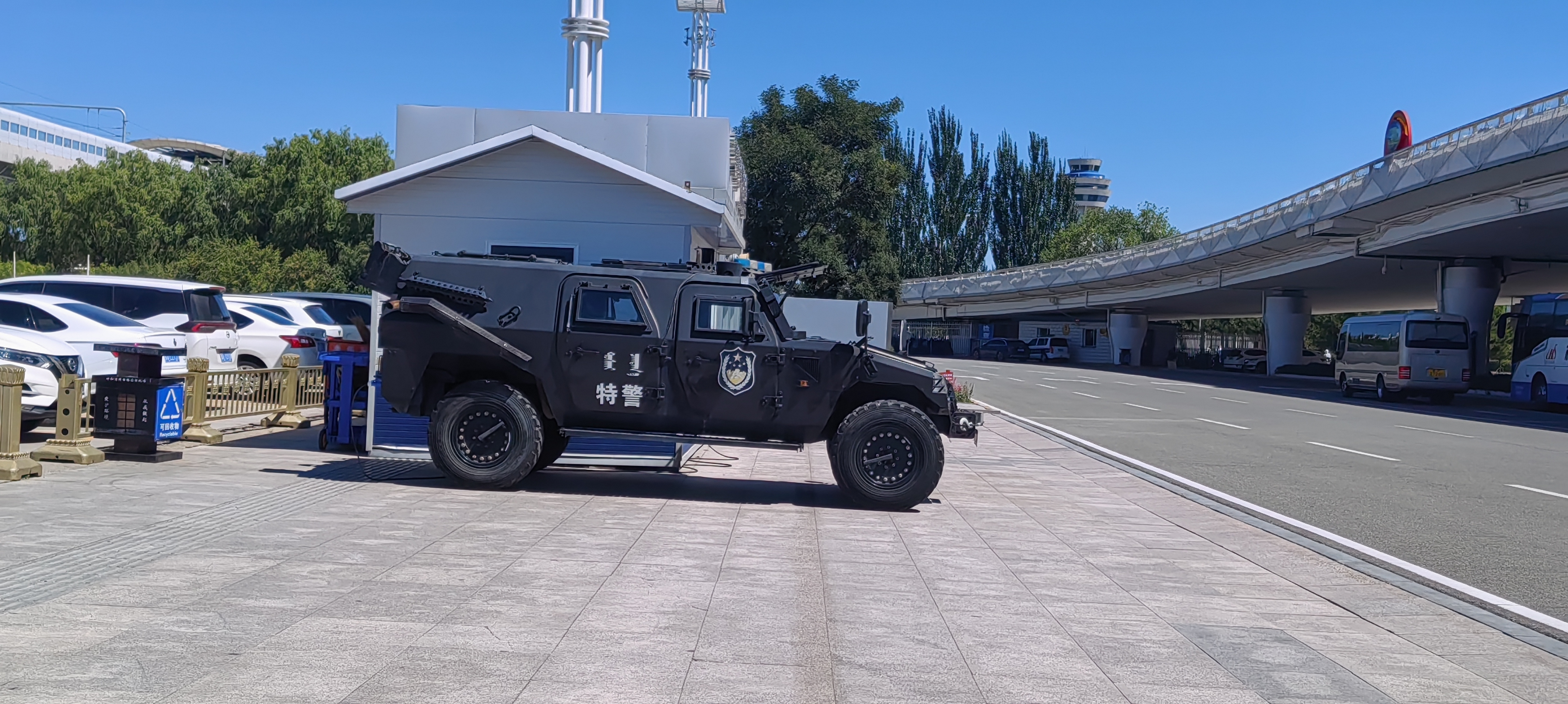
白塔国际机场，一辆机场特警使用的东风猛士二代装甲车

CSK-131是东风公司开发的中国轻型防护车。底盘相较一代来说是完全重新设计的，配备了新的发动机和电子设备，包括带有数字地图软件和北斗卫星通信定位系统的车载电脑，一个司机夜视摄像头，一个后门摄像头。它是解放军目前部署的两种主要轻型装甲车之一。所有CSK-131都配备了手动控制的炮塔，可搭载89式重机枪或04式自动榴弹发射器或两者兼备。
性能指标
- 重量 (满载): 6,300 kg
- 重量 (空车): 3,700 kg
- 装载重量: 1,400 kg
- 可拖拽重量: 2,000 kg
- 长度: 5,100mm
- 宽度: 2,400mm
- 高度: 2,000mm

### 改型
CSK-131基本型手操炮塔，可搭载89式重机枪或04式自动榴弹发射器
CSK-131指挥车内置指挥相关设备
CSK-131侦察车武器包括遥控武器站上的12.7毫米重机枪和35毫米自动榴弹发射器。同时还有具有数据链、全天候监控和配备光电传感器和雷达的可伸缩桅杆。该车能够执行战斗侦察任务以及为炮兵提供火力支援指导。

### CSK-141（猛士二代加长版）
CSK-141是东风公司开发的一款中国轻型防护车。尽管与CSK-131有很多相似之处，但 CSK-141 的底盘具有更长的轴距和更长的乘员舱，可容纳10名步兵。这辆车的两侧都有不同寻常的翻盖式车门，车门分为上下两部分。所有 CSK-141 都配备了遥控炮塔，可以安装机枪、反坦克导弹和/或榴弹发射器。其民用版东风EQ2101改型采用6x6配置，而CS/VN11则是其出口版本。CS/VN11于2016年首次亮相，具有传统的侧门，而不是翻盖式侧门。
性能指标
- 重量 (满载): 6,300 kg
- 重量 (空车): 4,000 kg
- 装载重量: 1,200 kg
- 可拖拽重量: 2,000 kg
- 长度: 5,800mm
- 宽度: 2,400mm
- 高度: 2,000mm

## CSK-181/182（猛士三代）

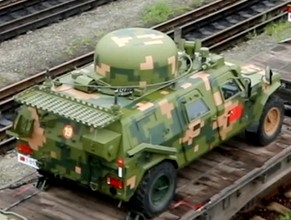
一辆猛士三代的电子战改型

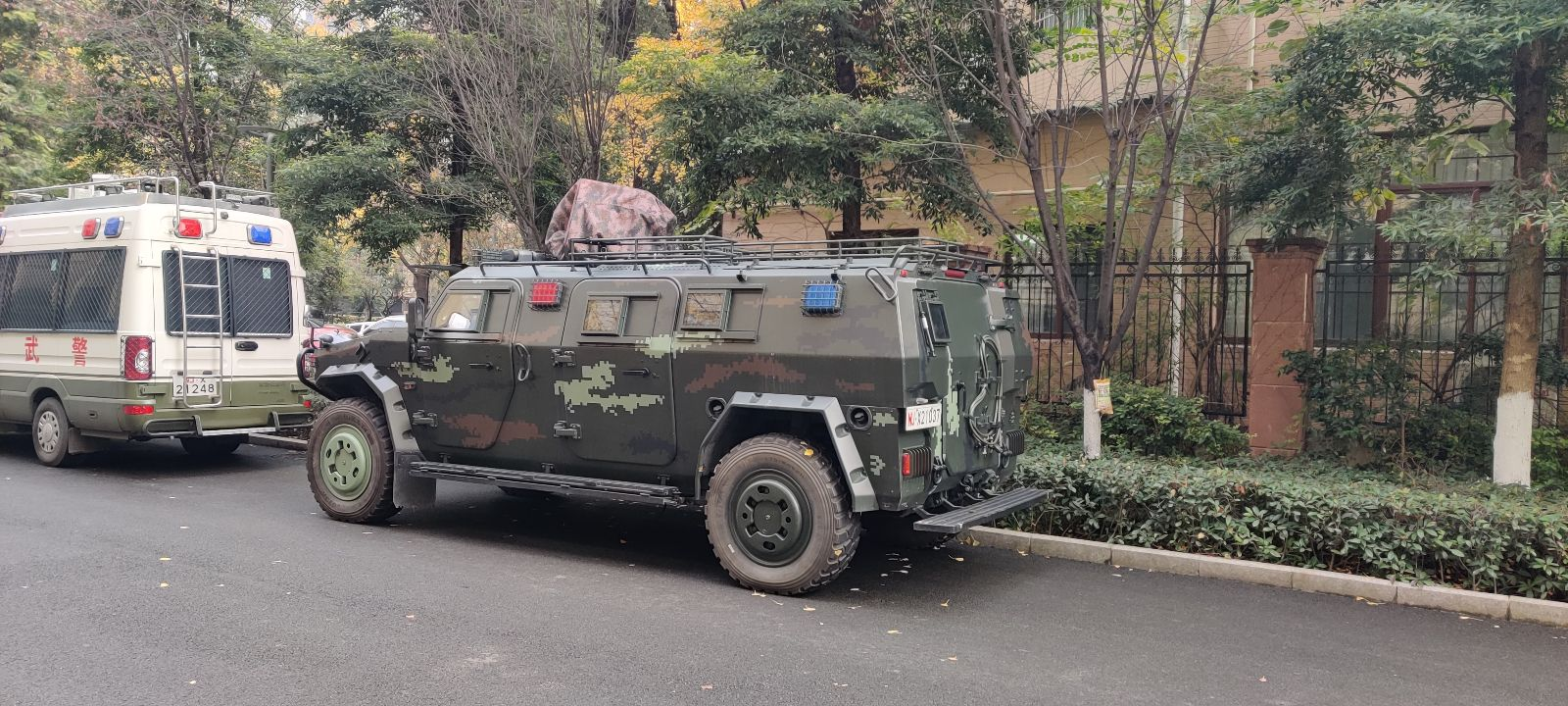
一辆武警四川省總隊CSK-181

CSK-181是东风为解放军研制的新一代轻型战术车辆。 CSK-181是基于CSK-141，配备一名驾驶员，一名武器站操作员作为副驾驶员，配备八个步兵座椅。该改型改进了卫星通信能力、更远距离的夜视仪，最重要的是，具有完全的防地雷反伏击能力。所有CSK-181都配备了遥控炮塔，可以安装机枪、反坦克导弹和榴弹发射器。于2018年起投入使用。
性能指标
- 乘员: 2人 (司机、武器站操作手)
- 载员: 8人
- 重量 (战斗全重): 8,000 kg
- 重量 (空车): 6,200 kg
- 可载重量: 1,800 kg
- 可拖拽重量: 2,000 kg
- 长度: 5,650mm
- 宽度: 2,380mm
- 高度 (无炮塔): 2,125mm
- 最高速度: 120km/h
- 最低速度: 3km/h

### 改型
CSK-181指挥车指挥车型
CSK-181反坦克导弹发射车增加光电瞄准系统与多型反坦克导弹 。
CSZ-181救护车内置担架与医疗设备，救护车改型。
CSK-182CSK-181的较短版本，有六个座位，包括一名驾驶员和一名武器站操作员。

### CTL-181/181A（猛士三代加长版）
CTL181和CTL181A是在CSK-181底盘上改装的轻型防护卡车。
性能指标
- 6x6全轮驱动
- 重量（战斗全重）: 10,500 kg
- 重量（空重）: 6,800 kg
- 可装载重量： 3,650 kg
- 可拖拽重量: 2,500 kg
- 长度: 6,450mm
- 宽度: 2,380mm
- 高度: 2,125mm

#### 改型
PCL-171車載榴彈炮122mm自行车载加榴炮
CTL-181A反坦克导弹发射车加装4枚红箭-10反坦克导弹与光电探头
CTL-181A迫击炮车加装120mm迫击炮與其彈藥
CTL-181A火箭炮车加装122mm多管火箭发射器和弹药储存装置。
CTL-181A架桥车车载桥梁
CTL-181A无人机发射车无人机发射车
CTL-181A防空导弹发射车加装搜索雷达及4枚紅旗-10近程防空導彈的简配增程版，減去无源制导天线，最大射程增加到18公里，與CSZ-181防空雷達車組成「FB-10A防空導彈武器系统」。
CS/UR5车载巡飞武器系统
CTL-181A卫星通讯车及CTL-181A瞄准车由1架卫星通讯车、1架瞄准车及4架东风-100發射車組成「东风100发射营」。

### CSZ-181（猛士三代加长版）
CSZ181是CSK181的厢式卡车改型
性能指标
- 6x6全轮驱动
- 重量（战斗全重）: 10,000 kg
- 重量（空重）: 7,500 kg
- 可装载重量: 2,000 kg
- 可拖拽重量: 2,000 kg
- 长度: 6,500mm
- 宽度: 2,380mm
- 高度: 2,125mm

#### 改型
CSZ-181救护车内置担架与医疗设备，救护车改型。
CSZ-181防空雷達車外置大型搜索雷达，雷達車改型，與CTL-181A防空导弹发射车組成「FB-10A防空導彈武器系统」。

## 猛獅（民用版）

### MS600
东风猛士MS600是一款重型皮卡、SUV和底盘驾驶室卡车。M20是正式发布前使用的名称。与之前的猛狮ICE产品不同，MS600型号面向大众推出。它于2023年2月推出。售价在486,800元人民币至638,800元人民币之间。

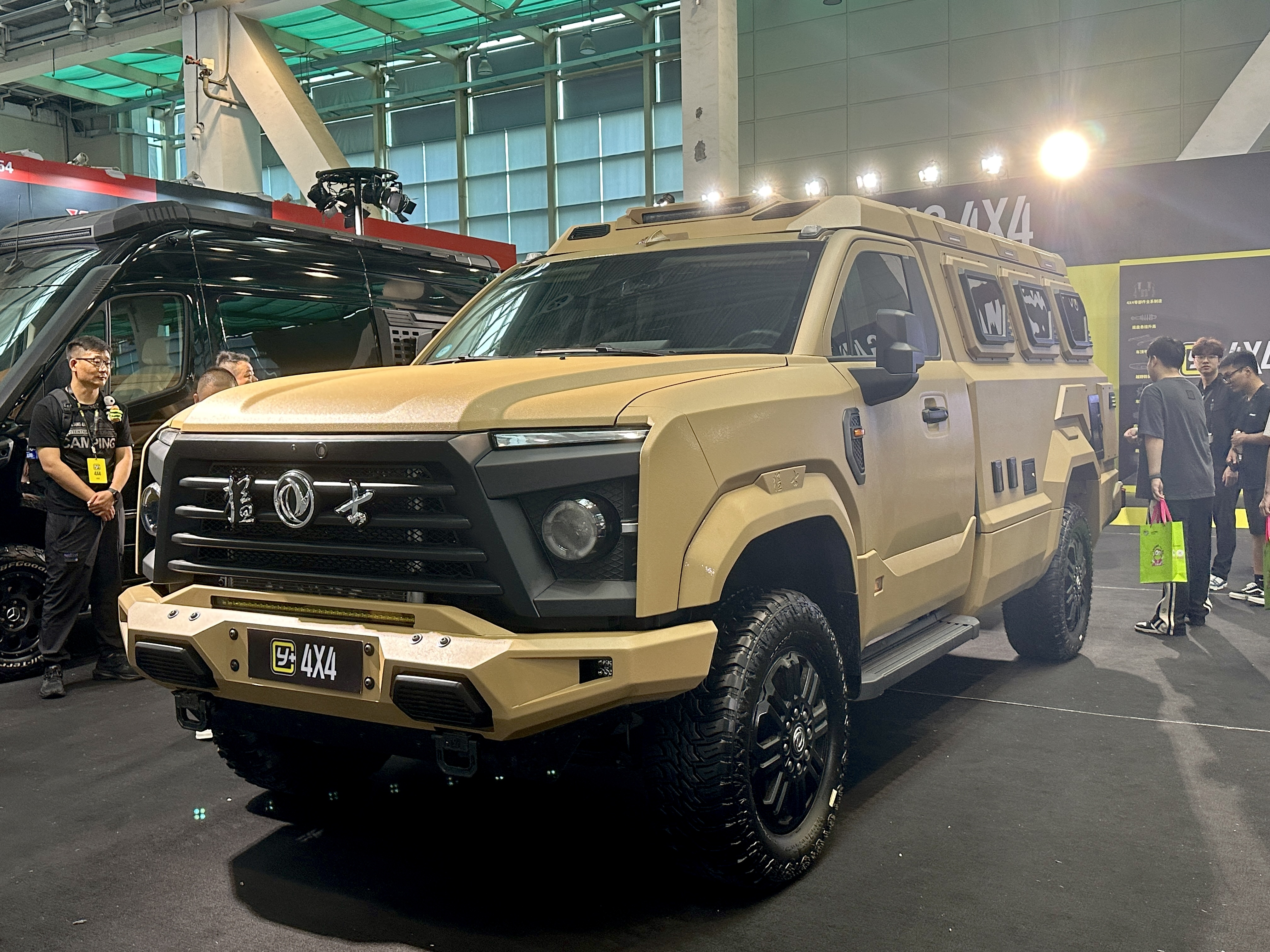
MS600底盘改装的装甲车 (前脸)
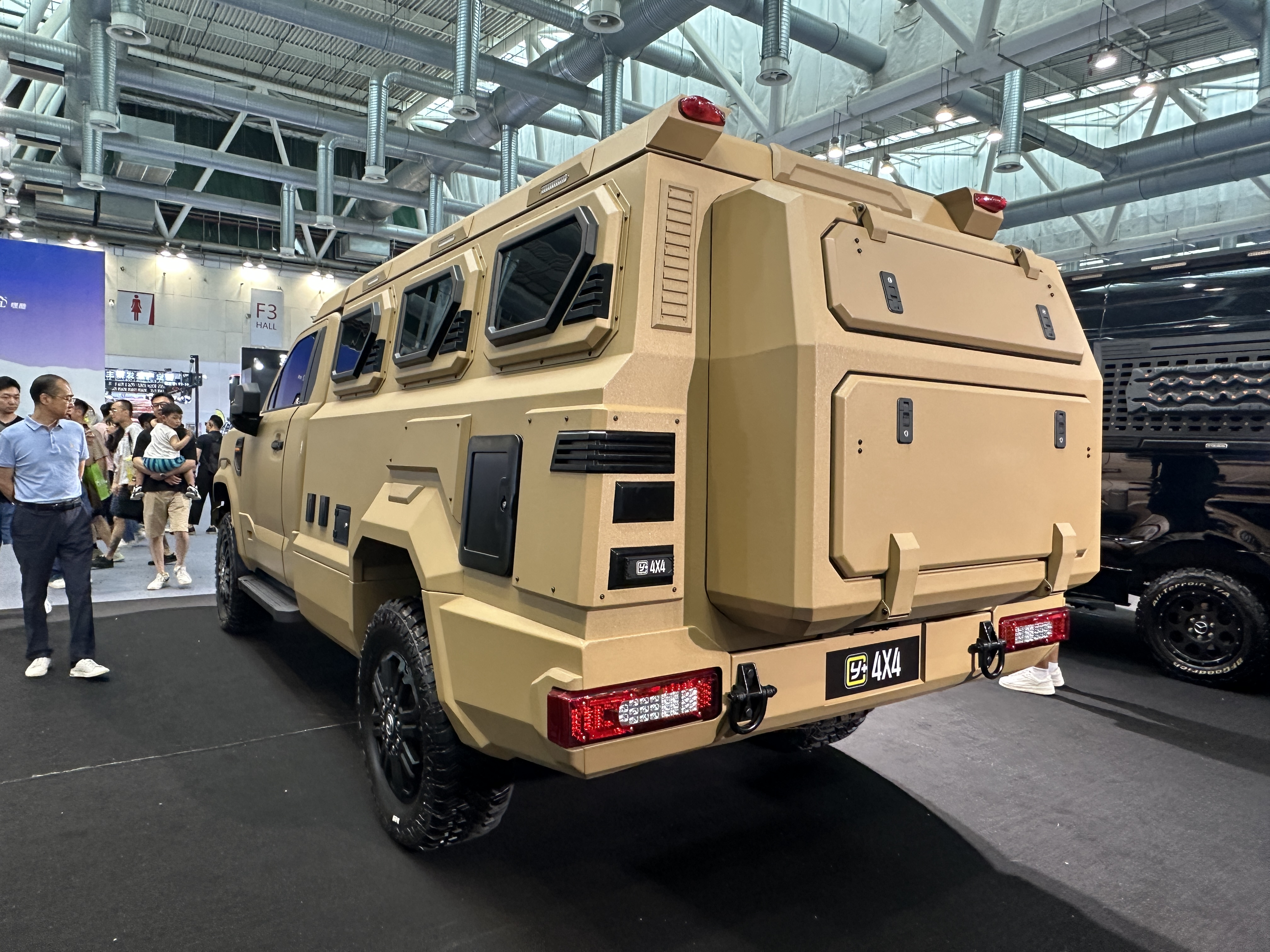
MS600底盘改装的装甲车 (后方)

### 猛士917(M-Terrain)
M-Terrain EV是原型车，917量产型全尺寸电动SUV/越野车。该原型机于2022年8月推出独立猛狮品牌期间推出，预计将拥有增程式混动与纯电动两种驱动模式。量产版917于2023年1月推出。

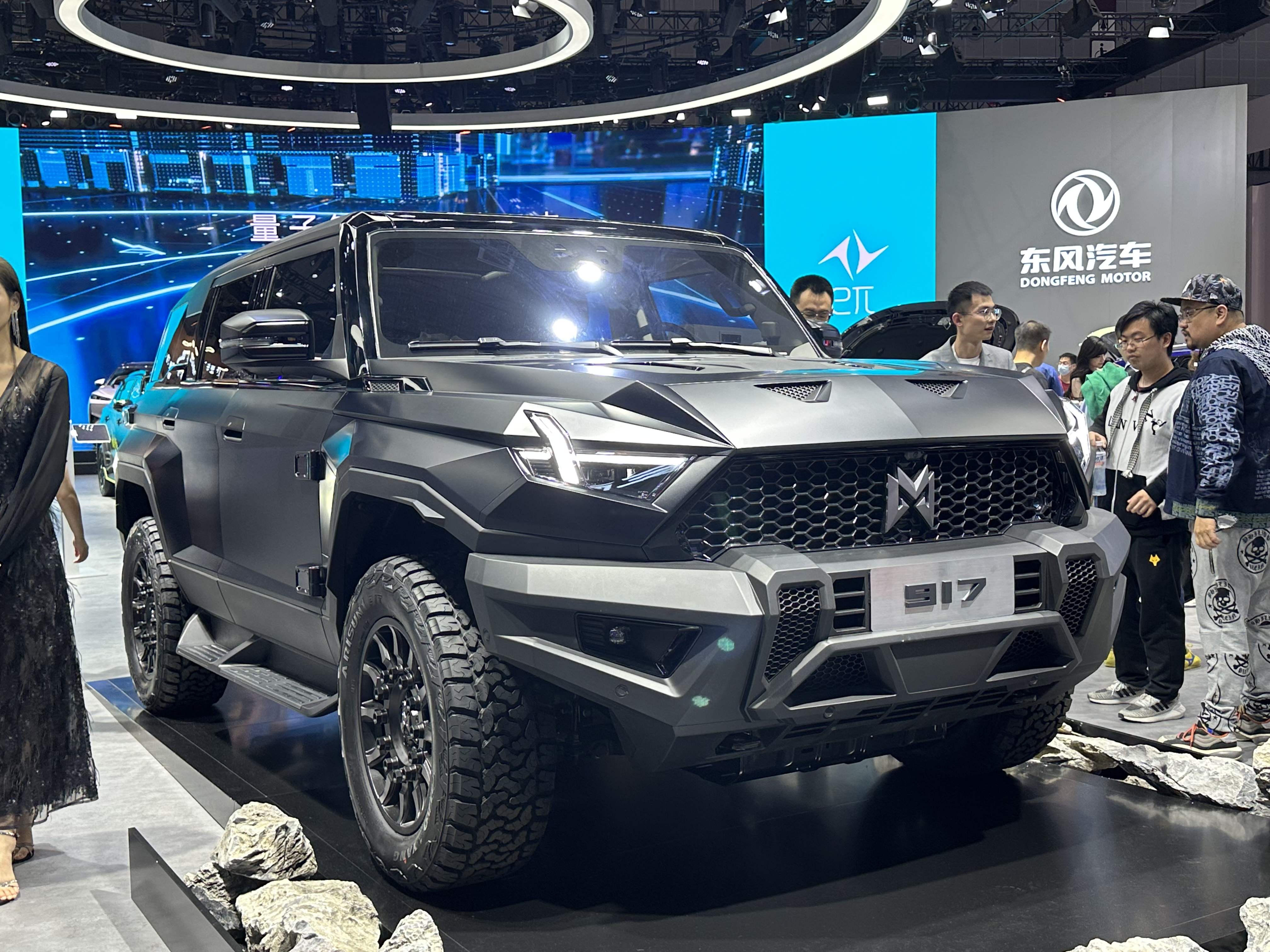
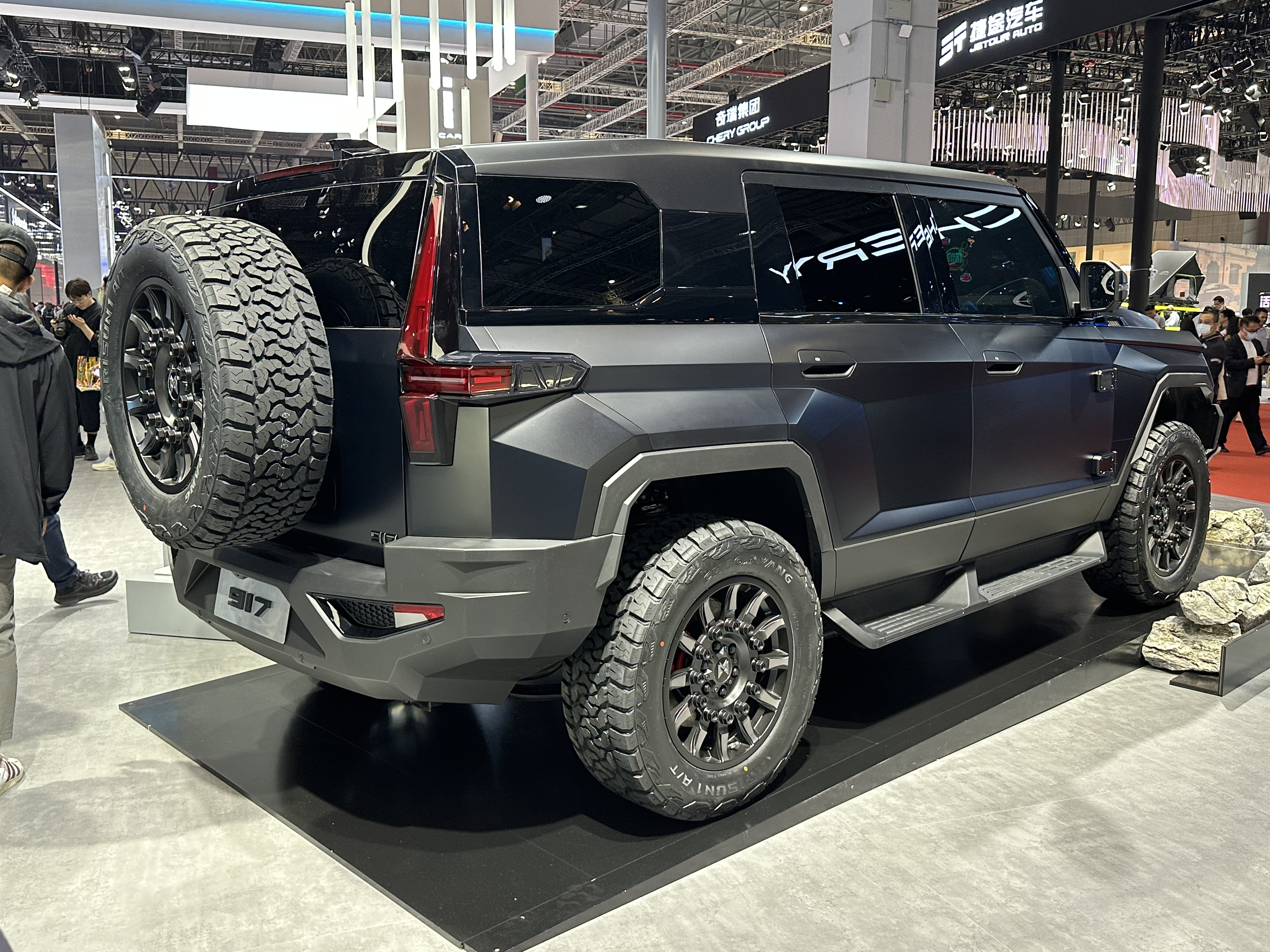
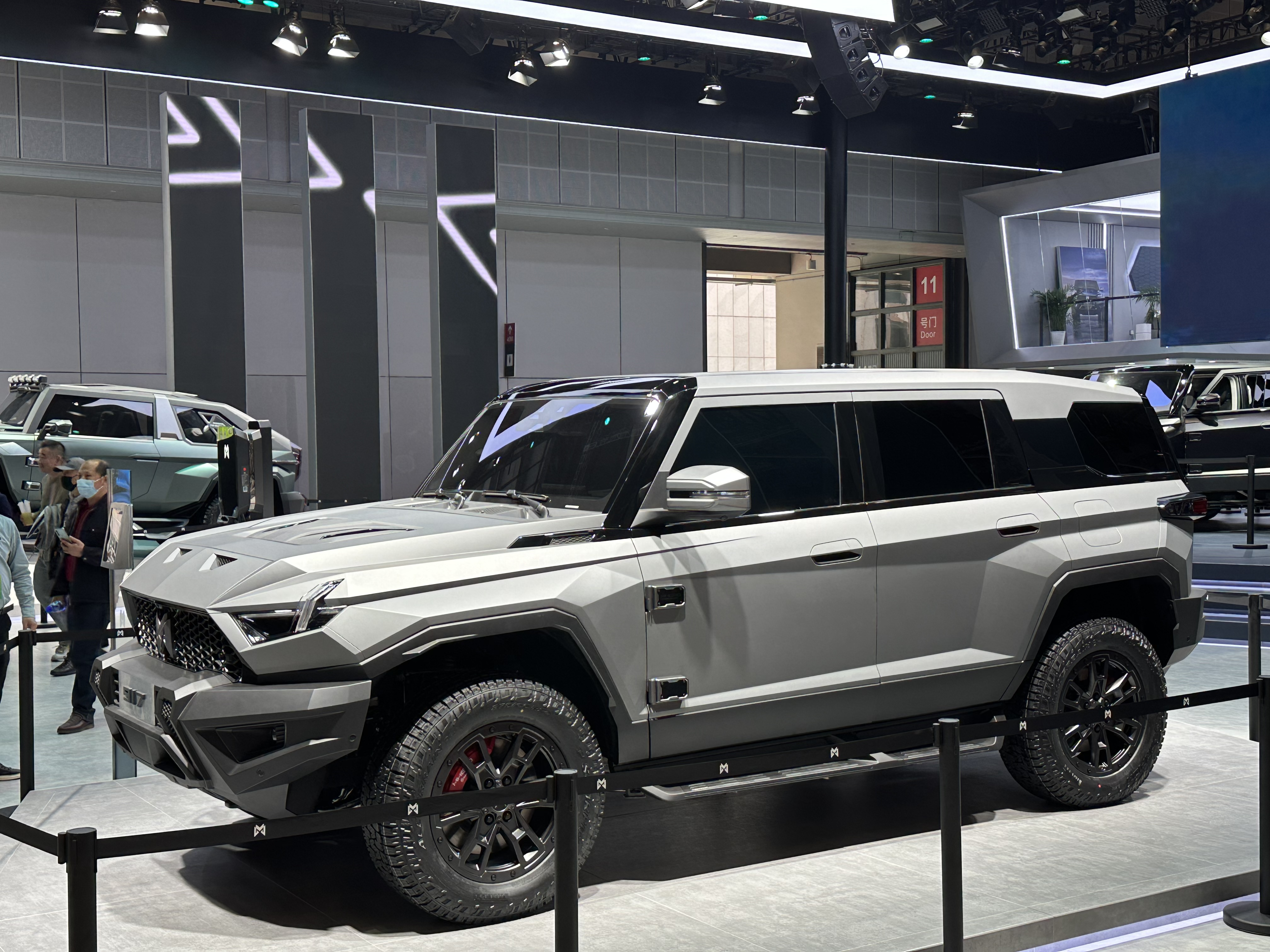
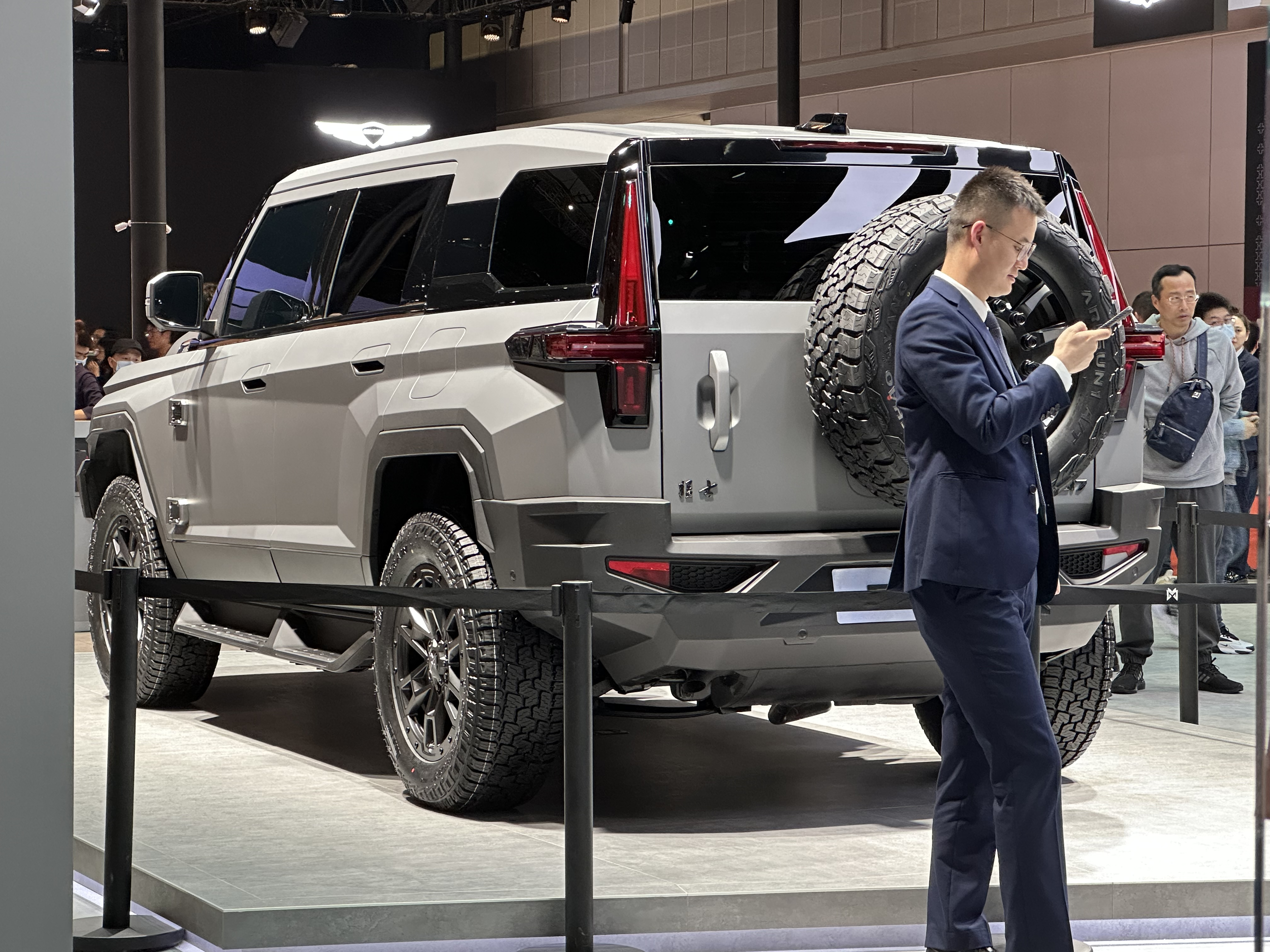
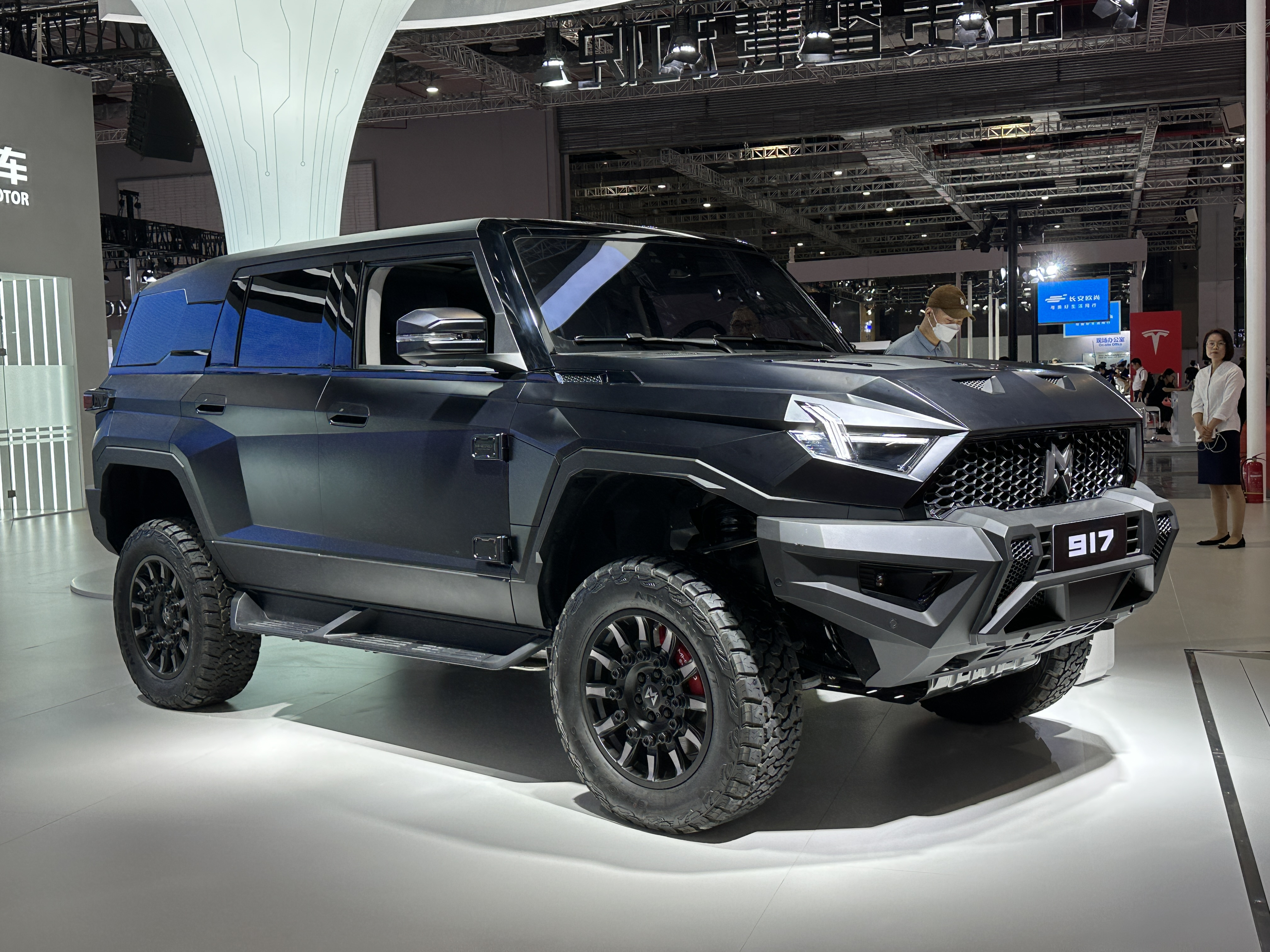
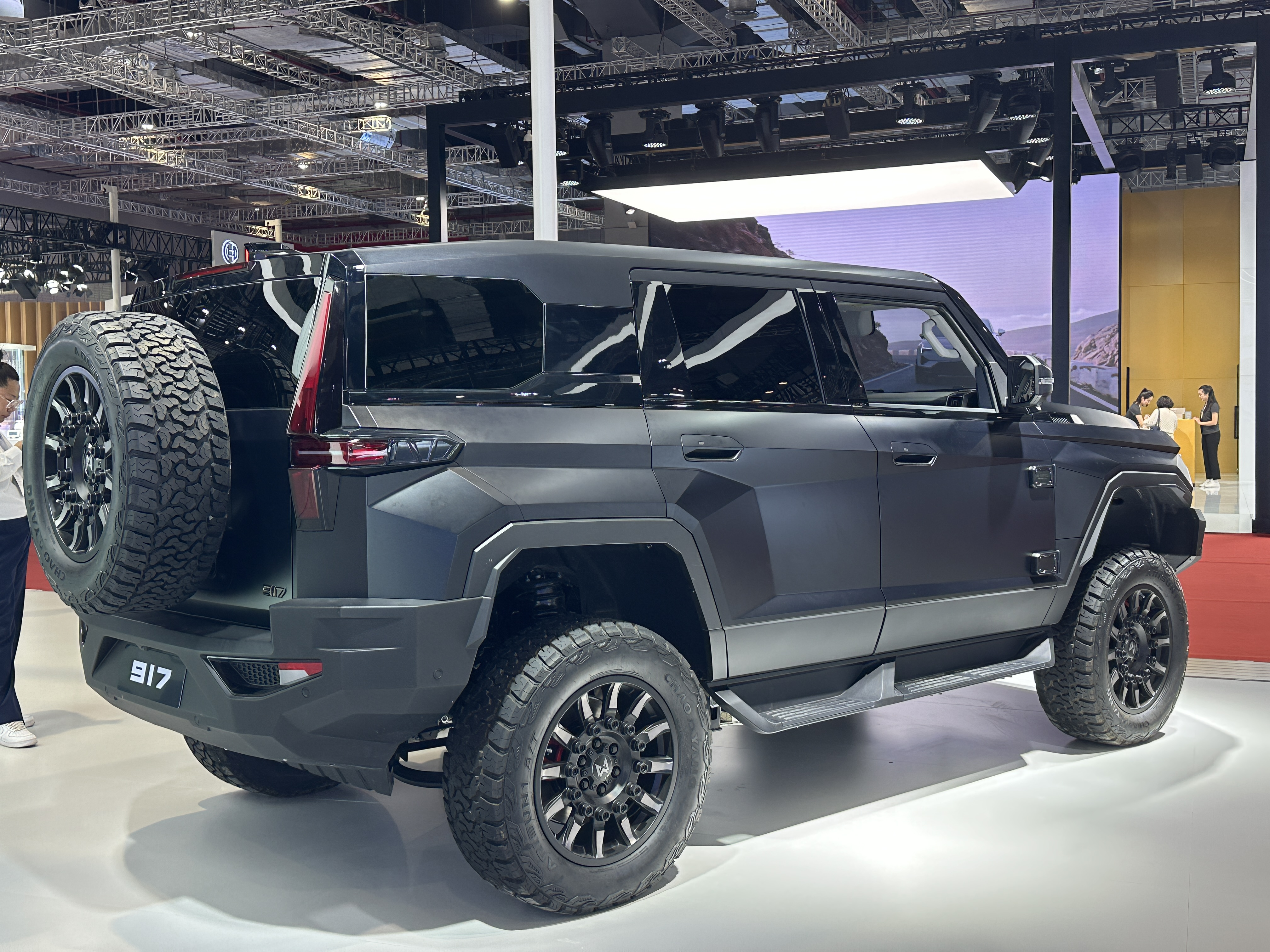
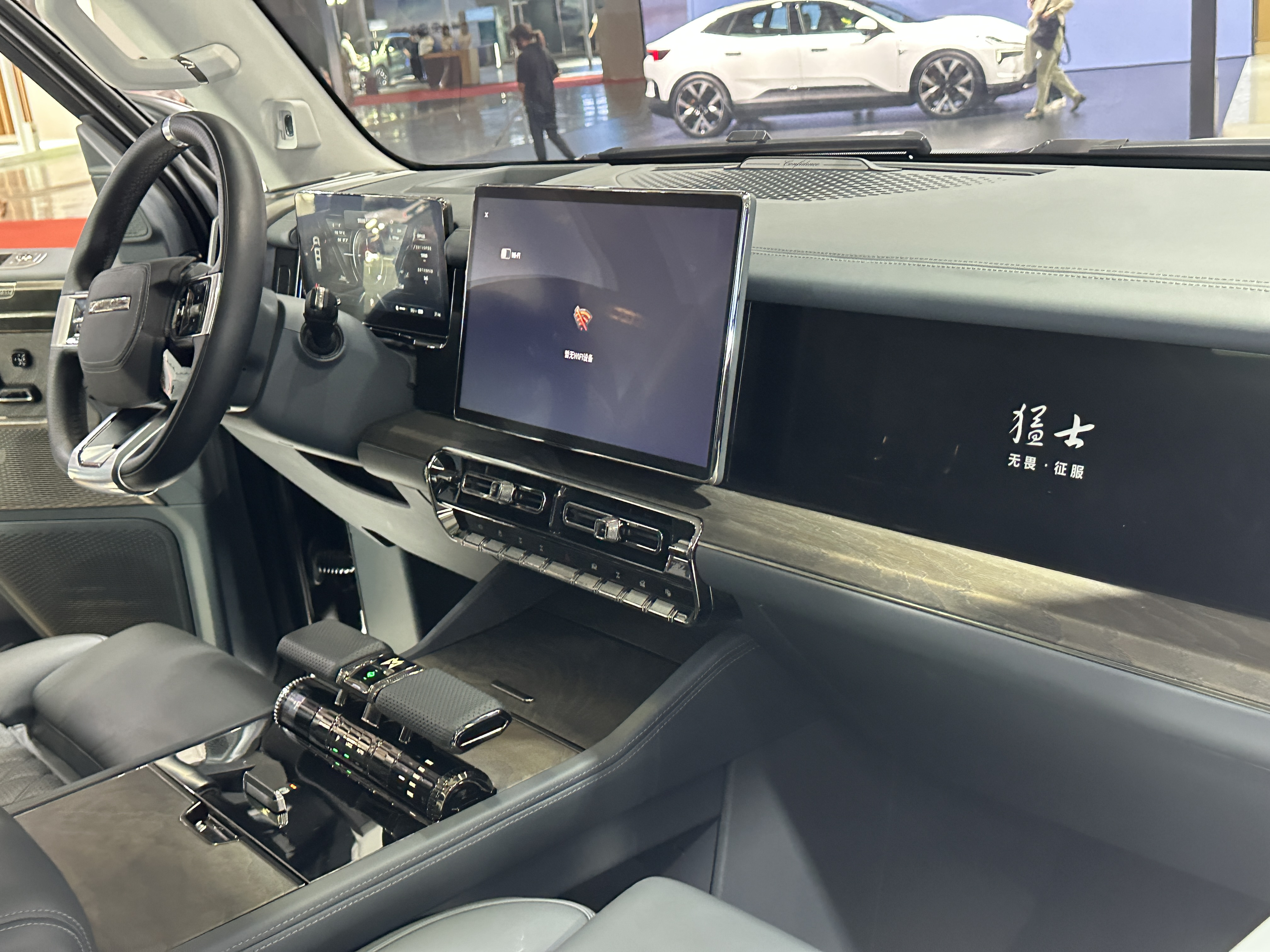
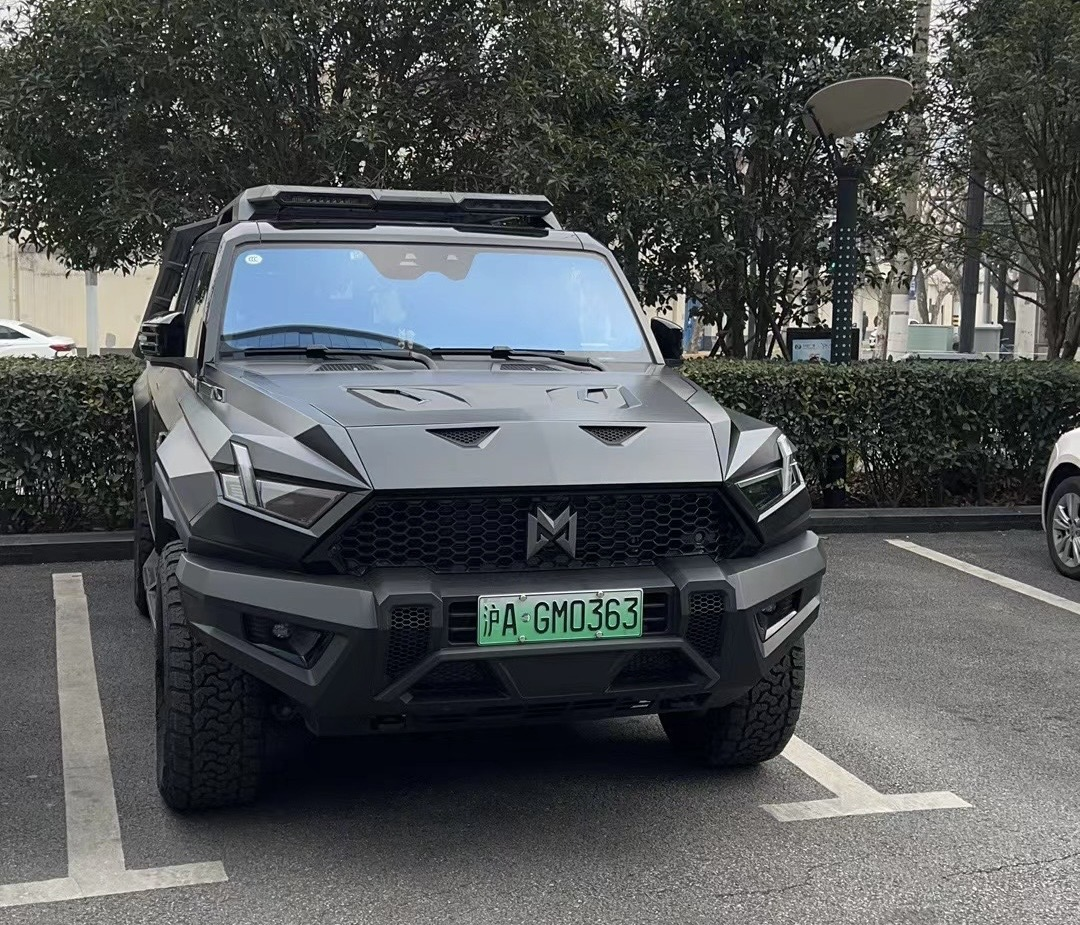
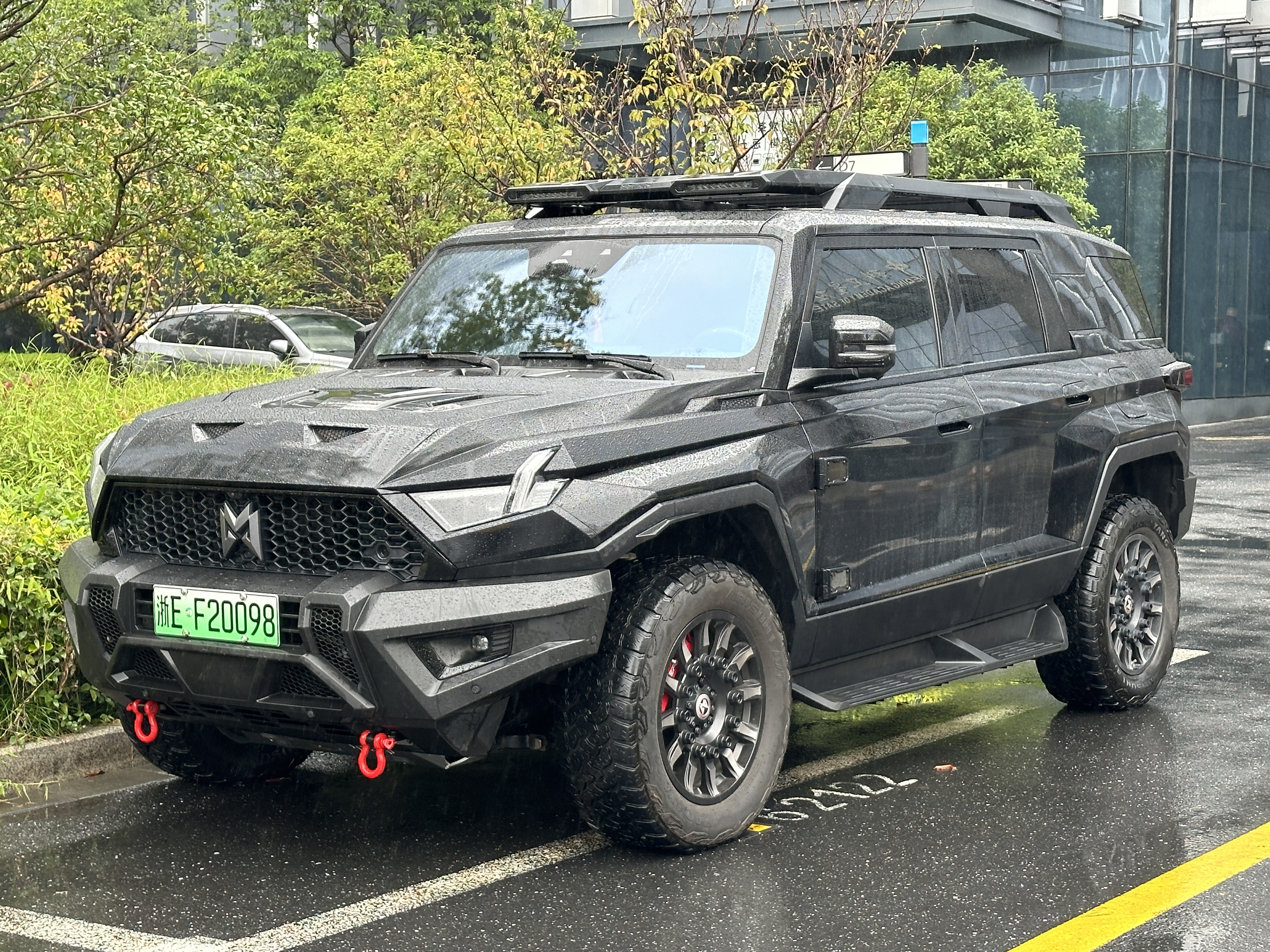
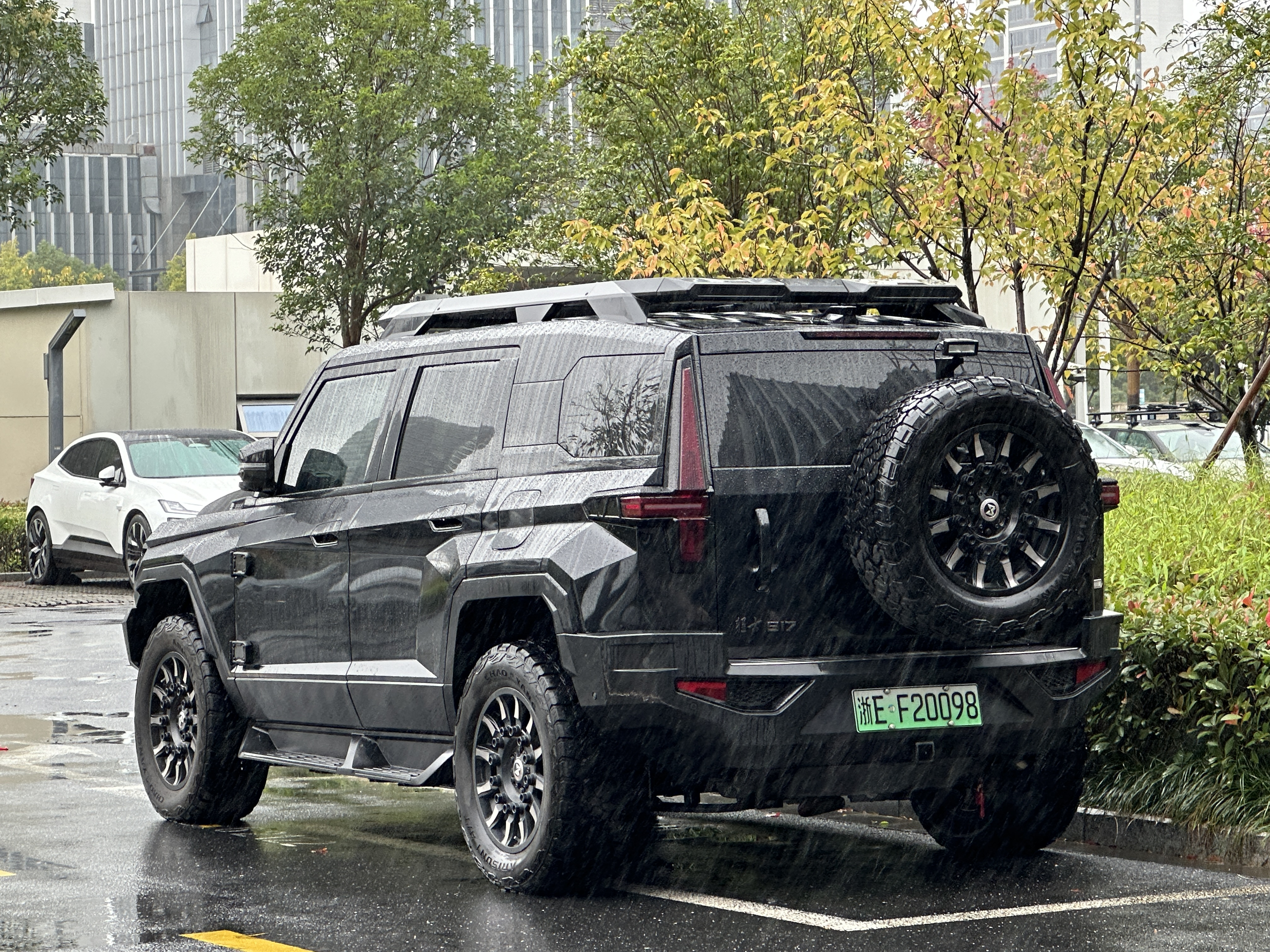